# Grímpola

Grímpola del Real Club de Yates de Cork, en forma de gallardete triangular.

Grímpola del Real Club Náutico Sueco, en forma de gallardetón

Grímpola es la denominación específica que recibe la bandera representativa de un club náutico.

## Formas y proporciones
Las grímpolas pueden ser de cualquier forma, como el resto de banderas, pero la mayoría de las grímpolas son gallardetes triangulares, siendo los gallardetones, las banderas rectangulares y las cornetas los otros formatos más utilizados. Probablemente el hecho de que la forma de gallardete triangular sea la más extendida se deba a que así eran las primeras grímpolas que se arbolaron, en los clubes más antiguos del mundo, el Real Club de Yates de Cork (1720), Real Club de Yates del Támesis (1775) o Real Escuadrón de Yates (1815). Esta forma hace que el batiente aguante mejor el "efecto látigo" al ondear, sobre todo cuando el paño está mojado, y dura más tiempo sin deshilacharse.
En cuanto a las proporciones ancho:largo, depende de la tradición de cada país, pero las proporciones 3:5 son las más extendidas.

## Uso
La grímpola ha de ondear en las instalaciones y en las embarcaciones del club, así como en los yates de los socios con autorización del capitán de flota, a la vez que ondea el pabellón nacional.
Por tradición, se ha de izar en el tope del palo más a proa del barco, en veleros, y en el asta más a proa, en embarcaciones de motor.

## Origen del término
Probablemente el hecho de que se eligiesen diseños en forma de gallardete triangular en los primeros clubes náuticos del siglo XVIII hiciese que en español se denominasen grímpolas, (palabra que viene del occitano guimpola) que era un antiguo tipo de bandera que los caballeros solían llevar al campo de batalla en forma de pequeño paño triangular.

## Vexilología
Una de las instituciones integradas en la Federación Internacional de Asociaciones Vexilológicas, denominada Burgee Data Archives y con sede en Canadá, está dedicada exclusivamente al estudio y registro de este tipo de banderas.